# Nord LB Open 2000
Il Nord LB Open 2000 è stato un torneo di tennis facente parte della categoria ATP Challenger Series nell'ambito dell'ATP Challenger Series 2000. Il torneo si è giocato a Braunschweig in Germania dal 19 al 25 giugno 2000 su campi in terra rossa.

## Vincitori

### Singolare
Gastón Gaudio ha battuto in finale  Franco Squillari con il punteggio di 6–4, 6(2)–7, 6–4

### Doppio
Jens Knippschild /  Jeff Tarango hanno battuto in finale  Alex López-Moron /  Albert Portas con il punteggio di 6–2, 6–2